# Giuseppina Torregrossa
Giuseppina Torregrossa (Palermo, 21 agosto 1956) è una scrittrice italiana.

## Biografia
Ottenne la laurea in medicina alla Sapienza di Roma, con una tesi sperimentale sulla risposta del feto alle stimolazioni
acustiche endouterine. Conseguì la specializzazione in ginecologia e ostetricia e un dottorato di ricerca in perinatologia. Esercitò la professione al policlinico Umberto I a Roma.
Ha esordito come scrittrice a 51 anni, nel 2007, con il romanzo L'assaggiatrice. Passata a Mondadori, nel 2009 ha pubblicato Il conto delle minne.
Con il monologo teatrale Adele ha vinto nel 2008 il premio opera prima "Donne e teatro" di Roma.
Nel 2013 è finalista del premio Fedeli, mentre nel 2015 vince il Premio letterario internazionale Nino Martoglio e il premio Baccante.
Impegnata nel volontariato, è vicepresidente del Comitato romano dell'Associazione per la lotta ai tumori al seno (ALTS), e responsabile del programma di prevenzione dei tumori dell’apparato riproduttivo nel carcere femminile di "Rebibbia" e di "Termini Imerese – Palermo".
Nell'ottobre 2017 è indicata come assessore ai beni culturali della Regione Siciliana dal candidato del centro sinistra alla Presidenza, Fabrizio Micari, che però alle elezioni giunge solo terzo.

## Opere
- L'assaggiatrice, L'Iride, 2007[10]
- Il conto delle minne, Mondadori,  2009[11]
- Manna e miele, ferro e fuoco,  Mondadori, 2011[12]
- La miscela segreta di casa Olivares, Mondadori, 2013[13]
- A Santiago con Celeste, Nottetempo, 2014[14]
- Il figlio maschio, Rizzoli, 2015[15]
- Cortile nostalgia, Rizzoli, 2017[16]
- Al contrario, Feltrinelli, 2021
- Morte accedentale di un amministratore di condominio, Marsilio, 2021
- La Santuzza è una rosa, Feltrinelli, 2023
- Chiedi al portiere, Marsilio, 2022
- Stivali di velluto, Rizzoli, 2024, ISBN 9788817181075

## Serie di Marò Pajno
- Panza e prisenza, Mondadori, 2012[17]
- Il basilico di Palazzo Galletti, Mondadori, 2018
- Il sanguinaccio dell'Immacolata, Mondadori, 2019